# اسکادران ۲۱ تاکتیک‌های ویژه
اسکادران ۲۱ تاکتیک‌های ویژه (انگلیسی: 21st Special Tactics Squadron) یکی از واحدهای تاکتیک‌های ویژه فرماندهی عملیات‌های ویژه نیروی هوایی ایالات متحده آمریکا است.